# Enciclopedia electronică a șirurilor de numere întregi
Enciclopedia electronică a șirurilor de numere întregi (The On-Line Encyclopedia of Integer Sequences, OEIS), citată și ca Sloane's, este o bază de date online cu șiruri de numere întregi. A fost creată și întreținută de Neil Sloane în timp ce a lucrat ca cercetător la AT&T Labs. El a transferat proprietatea intelectuală și găzduirea bazei de date către Fundația OEIS în 2009. Sloane este președintele acestei fundații.

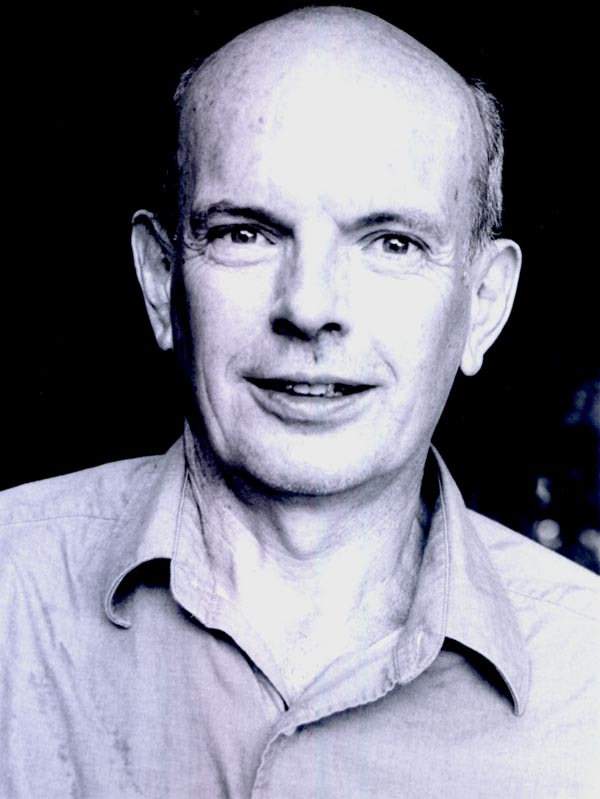
N. J. A. Sloane

OEIS înregistrează informații despre șiruri sau secvențe de numere întregi de interes atât pentru matematicieni profesioniști, cât și pentru amatori și este citată pe scară largă. În noiembrie 2020 a conținut 338526 de șiruri OEIS, fiind astfel cea mai mare bază de date de acest gen.
Fiecare intrare conține termenii principali ai șirului, cuvinte cheie, motivații matematice, legături și multe altele, inclusiv opțiunea de a genera un grafic sau de a reda o reprezentare muzicală a șirului. Baza de date poate fi căutată după cuvinte cheie și prin sub-șiruri sau sub-secvențe.